# Histagonia deserticola
Histagonia deserticola är en spindelart som beskrevs av Simon 1895. Histagonia deserticola ingår i släktet Histagonia och familjen klotspindlar. Inga underarter finns listade i Catalogue of Life.